# The Riddle (piosenka)
The Riddle – piosenka brytyjskiego wokalisty i gitarzysty, Nika Kershawa, pochodzący z wydanego albumu The Riddle w roku 1984. Została wydana jako pierwszy singel promujący płytę i szybko zdobyła tak duże uznanie, że jest obecnie jedną z najbardziej popularnych piosenek Kershawa. Była to druga piosenka, która odniosła większy sukces, niż Wouldn't It Be Good (pierwszą była I Won't Let the Sun Go Down on Me).
W lipcu 1985 Kershaw zaśpiewał piosenkę „The Riddle” w koncercie Live Aid na stadionie Wembley, wraz z trzema piosenkami, takimi, jak „Wouldn't It Be Good”, „Wide Boy” i „Don Quixote”.

## Notowania
| Lista (1984)                                            | Pozycja |
| ------------------------------------------------------- | ------- |
| Australia (ARIA Charts)                                 | 6       |
| Holandia (Nederlandse Top 40)                           | 19      |
| Irlandia (IRMA)                                         | 3       |
| Niemcy (Media Control Chart)                            | 8       |
| Norwegia (VG)                                           | 5       |
| Szwajcaria (Swiss Hitparade)                            | 15      |
| Szwecja (Sverigetopplistan)                             | 5       |
| Wieka Brytania (UK Singles Chart)                       | 3       |
| Włochy (Federazione Industria Musicale Italiana)        | 10      |
| Stany Zjednoczone (Billboard Hot)                       | 107     |
| Francja (Syndicat National de l'Édition Phonographique) | 18      |
| RPA                                                     | 9       |
| Finlandia (Suomen virallinen lista)                     | 12      |